# 彼得·諾沃克
彼得·諾沃克（Peter Nowalk）是美國的一位編劇和製作人。諾沃克出生在紐澤西州波因特普萊森，曾就讀於布朗大學。他是好萊塢助理手冊的共同作者之一。